# Lester Patrick
Curtis Lester »The Silver Fox« Patrick, kanadski profesionalni hokejist in hokejski trener, * 30. december 1883, Drummondville, Quebec, Kanada, † 1. junij 1960. 
Njegov brat Frank je bil prav tako profesionalni hokejist in hokejski trener. Lester Patrick je igral na položaju vratarja za PCHA moštva Victoria Aristocrats, Spokane Canaries in Seattle Metropolitans, in za NHL moštvo New York Rangers. Leta 1947 je bil sprejet v Hokejski hram slavnih lige NHL. 

## Igralska kariera

### Preboj
Lester Patrick je bil izjemen rover in branilec, ki je prvič opozoril nase leta 1900, ko je igral za univerzitetno moštvo McGill Redmen. Leta 1904 je bil zvezdnik moštva Brandon Wheat Kings v ligi Manitoba & Northwestern Hockey Association. Brandon je tisto sezono s Patrickom na mestu cover pointa tudi izzval moštvo Ottawa Hockey Club za Stanleyjev pokal, a jih je Ottawa hudo nadigrala. 
Pri osvajanju Stanleyjevega pokala je imel Patrick več sreče v letih 1906 in 1907, ko je igral za moštvo Montreal Wanderers. Igral je prebojnega branilca in je na 28 tekmah zadel 41 zadetkov, medtem ko je bil tudi kapetan moštva. Zatem je podpisal donosno pogodbo s klubom Renfrew Creamery Kings in zanj igral v prvi sezoni lige National Hockey Association. Tedaj je bil že prepoznan kot eden največjih hokejskih zvezdnikov. 

### Na zahodni obali
Lester je leta 1911 z bratom Frankom ustanovil ligo Pacific Coast Hockey Association, ki jo je podprl z denarjem, pridobljenim iz družinske stavbarske dejavnosti. Liga PCHA je odtegnila mnoge zvezdnike iz vzhoda in je od začetka svojega delovanja pomenila pomembno silo v hokeju na ledu. Liga je prav tako 15 let pošiljala svoja moštva v boj za Stanleyjev pokal proti moštvom iz lig NHA in NHL (in nekaj časa tudi moštvom iz lige Western Canada Hockey League). 
Lester se je uveljavil kot kapetan in zvezdnik moštva Victoria Aristocrats in je v treh od njegovih petih sezon v moštvu osvojil nominacije v prvo moštvo zvezd lige PCHA. Klub so leta 1916 preselili v Spokane in ga preimenovali v Spokane Canaries, s katerim je Patrick osvojil še svojo četrto nominacijo v prvo moštvo zvezd lige PCHA. Po edini sezoni Canariesov se je Patrick pridružil zmagovalcem Stanleyjevega pokala, hokejistom Seattle Metropolitans. 
Moštvo Victoria Aristocrats je bilo ponovno obujeno leta 1918 pod imenom Victoria Cougars in Patrick se je vrnil v klub in prevzel igralsko in menedžersko vlogo. Čeprav je igral le na okoli polovici tekem, so ga uvrstili v drugo moštvo zvezd lige PCHA.

### Pregled igralske kariere
Odebeljeno - reprezentančni nastopi, glej tudi Statistika pri hokeju na ledu.
| Moštvo                 | Liga             | Sezona |    | Redni del | Redni del | Redni del | Redni del | Redni del | Redni del |   | Končnica | Končnica | Končnica | Končnica | Končnica | Končnica |
| ---------------------- | ---------------- | ------ | -- | --------- | --------- | --------- | --------- | --------- | --------- | - | -------- | -------- | -------- | -------- | -------- | -------- |
| Moštvo                 | Liga             | Sezona | OT | G         | P         | T         | +/-       | KM        | OT        | G | P        | T        | +/-      | KM       |          |          |
| Brandon Wheat Kings    | MNWHA            | 03/04  |    | 12        | 4         | 2         | 6         |           |           |   |          |          |          |          |          |          |
| Brandon Wheat Kings    | Stanleyjev pokal | 03/04  |    |           |           |           |           |           |           |   | 2        | 0        | 0        | 0        | 0        | 0        |
| Montreal Westmount     | CAHL             | 04/05  |    | 8         | 4         | 0         | 4         |           |           |   |          |          |          |          |          |          |
| Montreal Wanderers     | ECAHA            | 05/06  |    | 9         | 17        | 0         | 17        |           | 26        |   | 2        | 3        | 0        | 3        |          | 3        |
| Montreal Wanderers     | ECAHA            | 06/07  |    | 9         | 11        | 0         | 11        |           | 11        |   |          |          |          |          |          |          |
| Montreal Wanderers     | Stanleyjev pokal | 06/07  |    |           |           |           |           |           |           |   | 6        | 10       | 0        | 10       | 0        | 32       |
| Nelson Seniors         | BCHL             | 07/08  |    |           |           |           |           |           |           |   | 2        | 1        | 0        | 1        |          |          |
| Edmonton Professionals | Ekshib.          | 08/09  |    | 1         | 1         | 0         | 1         |           | 3         |   |          |          |          |          |          |          |
| Edmonton Professionals | Stanleyjev pokal | 08/09  |    |           |           |           |           |           |           |   | 2        | 1        | 1        | 2        |          | 3        |
| Nelson Hockey Club     | Ekshib.          | 08/09  |    | 2         | 4         | 0         | 4         |           | 3         |   |          |          |          |          |          |          |
| Renfrew Creamery Kings | NHA              | 09/10  |    | 12        | 24        | 0         | 24        |           | 25        |   |          |          |          |          |          |          |
| Victoria Aristocrats   | PCHA             | 11/12  |    | 16        | 10        | 0         | 10        |           | 9         |   |          |          |          |          |          |          |
| PCHA moštvo zvezd      | Ekshib.          | 11/12  |    | 2         | 0         | 0         | 0         |           | 0         |   |          |          |          |          |          |          |
| Victoria Aristocrats   | PCHA             | 12/13  |    | 15        | 14        | 5         | 19        |           | 12        |   |          |          |          |          |          |          |
| Victoria Aristocrats   | Ekshib.          | 12/13  |    | 3         | 4         | 0         | 4         |           | 4         |   |          |          |          |          |          |          |
| Victoria Aristocrats   | PCHA             | 13/14  |    | 9         | 5         | 5         | 10        |           | 0         |   |          |          |          |          |          |          |
| Victoria Aristocrats   | Stanleyjev pokal | 13/14  |    |           |           |           |           |           |           |   | 3        | 2        | 0        | 2        | 0        |          |
| Victoria Aristocrats   | PCHA             | 14/15  |    | 17        | 12        | 5         | 17        |           | 15        |   |          |          |          |          |          |          |
| PCHA moštvo zvezd      | Ekshib.          | 14/15  |    | 2         | 1         | 0         | 1         |           | 0         |   |          |          |          |          |          |          |
| Victoria Aristocrats   | PCHA             | 15/16  |    | 18        | 13        | 11        | 24        |           | 27        |   |          |          |          |          |          |          |
| Spokane Canaries       | PCHA             | 16/17  |    | 23        | 10        | 11        | 21        |           | 15        |   |          |          |          |          |          |          |
| Seattle Metropolitans  | PCHA             | 17/18  |    | 17        | 2         | 8         | 10        |           | 15        |   | 2        | 0        | 1        | 1        |          | 0        |
| Victoria Aristocrats   | PCHA             | 18/19  |    | 9         | 2         | 5         | 7         |           | 0         |   |          |          |          |          |          |          |
| Victoria Aristocrats   | PCHA             | 19/20  |    | 11        | 2         | 2         | 4         |           | 3         |   |          |          |          |          |          |          |
| Victoria Aristocrats   | PCHA             | 20/21  |    | 5         | 2         | 3         | 5         |           | 13        |   |          |          |          |          |          |          |
| Victoria Aristocrats   | PCHA             | 21/22  |    | 2         | 0         | 0         | 0         |           | 0         |   |          |          |          |          |          |          |
| Victoria Cougars       | WHL              | 25/26  |    | 23        | 5         | 8         | 13        |           | 20        |   | 2        | 0        | 0        | 0        |          | 2        |
| Skupaj                 |                  |        |    | 225       | 147       | 65        | 212       |           | 201       |   | 21       | 17       | 2        | 19       | 0        | 40       |

Odebeljeno - reprezentančni nastopi, glej tudi Statistika pri hokeju na ledu.
| Moštvo           | Liga | Sezona |    | Redni del | Redni del | Redni del | Redni del | Redni del | Redni del | Redni del | Redni del |    | Končnica | Končnica | Končnica | Končnica | Končnica | Končnica | Končnica | Končnica |
| ---------------- | ---- | ------ | -- | --------- | --------- | --------- | --------- | --------- | --------- | --------- | --------- | -- | -------- | -------- | -------- | -------- | -------- | -------- | -------- | -------- |
| Moštvo           | Liga | Sezona | OT | PG        | G         | P         | T         | KM        | GT        | OD        | OT        | PG | G        | P        | T        | KM       | GT       | OD       |          |          |
| New York Rangers | NHL  | 26/27  |    |           |           |           |           |           |           |           |           |    | 1        | 0        | 0        | 0        | 0        | 0        | 0        |          |

## New York Rangers
Patrick je slaven po incidentu, ki se je zgodil med finalom Stanleyjevega pokala 1928. Pri 44 letih je bil tedaj že v igralskem pokoju in je v finalu zastopal New York Rangerse kot trener in menedžer. Ko se je vratar Rangersov Lorne Chabot poškodoval, je na njegovo mesto vskočil kar sam Patrick. V svojo mrežo je spustil le en plošček in povedel svoje moštvo do zmage z izidom 2-1 po podaljšku. Rangersi so za preostale tri tekme finala, kolikor jih je še potekalo, najeli vratarja New York Americansov, Joeja Millerja in tudi osvojili Stanleyjev pokal. Patrick je s svojim igranjem postal najstarejši hokejist v katerem koli finalu Stanleyjevega pokala, njegov rekord (44 let, 3 mesecev in 10 dni) pa drži še danes. 
Rangerse je povedel do še enega Stanleyjevega pokala, leta 1933. Z mesta trenerja je odstopil leta 1939, nadomestil ga je Frank Boucher. Z mesta generalnega menedžerja Rangersov se je upokojil šele leta 1946, tako da se je leta 1940 ob zmagi Rangersov v finalu Stanleyjevega pokala še enkrat vpisal na Stanleyjev pokal. Do leta 1950 je še deloval kot podpredsednik dvorane Madison Square Garden, nato pa se je dokončno upokojil. 

## Upokojitev
Patrick je ligi Western Hockey League daroval pokal, ki je bil namenjen prvaku končnice v ligi. Pokal se imenuje Lester Patrick Cup in se trenutno nahaja v Hokejskem hramu slavnih lige NHL v Torontu. 
Medtem ko je že bolehal za rakom, je 1. junija 1960 umrl v starosti 76 let na svojem domu v Victorii, Britanska Kolumbija. Natanko štiri tedne za njim je svet zapustil še njegov brat Frank. Frankova smrt je bila, tako kot Lesterjeva, posledica srčnega napada. 
Leta 1947 je bil sprejet v Hokejski hram slavnih lige NHL. 
Po njem se imenuje pokal Lester Patrick Trophy, ki ga podeljujejo za izjemne dosežke v hokeju na ledu v Združenih državah Amerike. Po njem se je imenovala divizija Patrick, divizija v ligi NHL, ki so jo leta 1993 ukinili zaradi preureditve lige. 
Družina Patrick je upravičeno poimenovana "kraljevska hokejska družina". Lester je bil oče Lynna Patricka in dedek Craiga Patricka, oba sta tudi člana Hokejskega hrama slavnih lige NHL. Njegov sin, Muzz Patrick, je bil zvezdniški igralec in naposled trener in generalni menedžer Rangersov, medtem ko je vnuk Dick Patrick od leta 1982 predsednik in tudi manjšinski lastnik NHL moštva Washington Capitals. 